# 思ひ出 (1927年のアメリカ合衆国の映画)
『思ひ出』（おもいで、原題・英語: The Student Prince in Old Heidelberg）は、1927年に製作・公開されたアメリカ合衆国のサイレント映画である。ヴィルヘルム・マイヤー＝フェルスターの戯曲『アルト・ハイデルベルク』の映画化であり、エルンスト・ルビッチが監督、ラモン・ノヴァロとノーマ・シアラーが主演した。

## キャスト
- カール・ハインリッヒ：ラモン・ノヴァロ
- ケーティ：ノーマ・シアラー
- ユットナー：ジーン・ハーショルト
- 国王カール7世：グスタフ・フォン・セイファーティッツ

## スタッフ
- 監督：エルンスト・ルビッチ
- 製作総指揮：アーヴィング・タルバーグ（クレジットなし）
- 製作：エルンスト・ルビッチ
- 脚本：ハンス・クレイリー
- 撮影：ジョン・J・メスコール
- 編集：アンドリュー・マートン
- 衣裳：アリ・フーベルト